# Charles Le Brun
Charles Le Brun (París, 24 de febrero de 1619-22 de febrero de 1690) fue un pintor y teórico del arte francés, uno de los artistas dominantes en la Francia del siglo XVII.

## Biografía
Nacido en París, llamó la atención del canciller Séguier, quien lo colocó en el taller de Simon Vouet cuando apenas tenía once años de edad. A los quince ya recibió encargos del Cardenal Richelieu, en cuya ejecución mostró tanta habilidad que obtuvo generosas alabanzas de Nicolas Poussin. Pasó posteriormente a Roma, ciudad donde permaneció entre 1642 y 1646. Conoció la obra de Rafael, y siguió a Guido Reni y los maestros de la Escuela Boloñesa. Allí vivió gracias a una pensión del canciller. Fue en Roma discípulo de Poussin, cuyas teorías artísticas adoptó y que influyeron grandemente en su obra.
De vuelta a París, estuvo bajo la protección del cardenal Richelieu. Con Philippe de Champaigne, consiguió del rey la fundación de la Academia de Pintura y Escultura (Académie royale de peinture et de sculpture) en el año 1648. Otros cofundadores de la institución fueron Sébastien Bourdon y Laurent de La Hyre.
De sus numerosos mecenas, el superintendente de las finanzas del rey, Nicolás Fouquet, fue el más importante; Fouquet le encargó la decoración del Palacio de Vaux-le-Vicomte (1656-1661). De su primera época la obra más importante es la decoración del Palacio del cardenal Richelieu, hoy perdido.
Entre 1650 y 1660 Le Brun adquiere su madurez estilística, realizando una pintura de corte clasicista y elegante, cuyas mejores obras son: La Magdalena, el Cristo en el desierto y la Crucifixión, así como los ciclos decorativos del Hôtel Lambert, el castillo de Vaux-le-Vicomte, las Tullerías y sobre todo Versalles.
Por aquel entonces, Mazarino estaba enfrentando en secreto a Colbert contra Fouquet. Tras la caída de Fouquet en 1661, Jean-Baptiste Colbert se hace cargo de las finanzas del rey. Colbert rápidamente reconoció el poder de organización de Le Brun, y lo unió a sus intereses.
La naturaleza de su talento enfático y pomposo estaba en armonía con el gusto del rey, quien, lleno de admiración por las pinturas de Le Brun para su triunfal entrada en París en 1660 y sus decoraciones en el Palacio de Vaux-le-Vicomte (1661), le encargó que ejecutara una serie sobre temas de la historia de Alejandro. El primer cuadro, Alejandro y la familia de Darío, gustó tanto a Luis XIV que ennobleció a Le Brun (diciembre de 1662), a quien nombró igualmente Premier Peintre du Roi (Primer Pintor del rey) en 1664 con una pensión de 12 000 libras, la misma cantidad que había recibido anualmente al servicio del magnífico Fouquet. El rey le había considerado «el artista francés más grande de todos los tiempos». En la serie sobre las Batallas de Alejandro Magno Le Brun no perdió la oportunidad de poner de relieve la conexión entre la magnificencia de Alejandro y la del gran Rey Sol. Mientras trabajaba en las Batallas, el estilo de Le Brun se hizo más personal, revelando su esencia conforme se iba apartando de los antiguos maestros que lo habían influido.
Igualmente destaca como un magnífico retratista, con obras como El canciller Séguier y Luis XIV en adoración de Cristo resucitado.

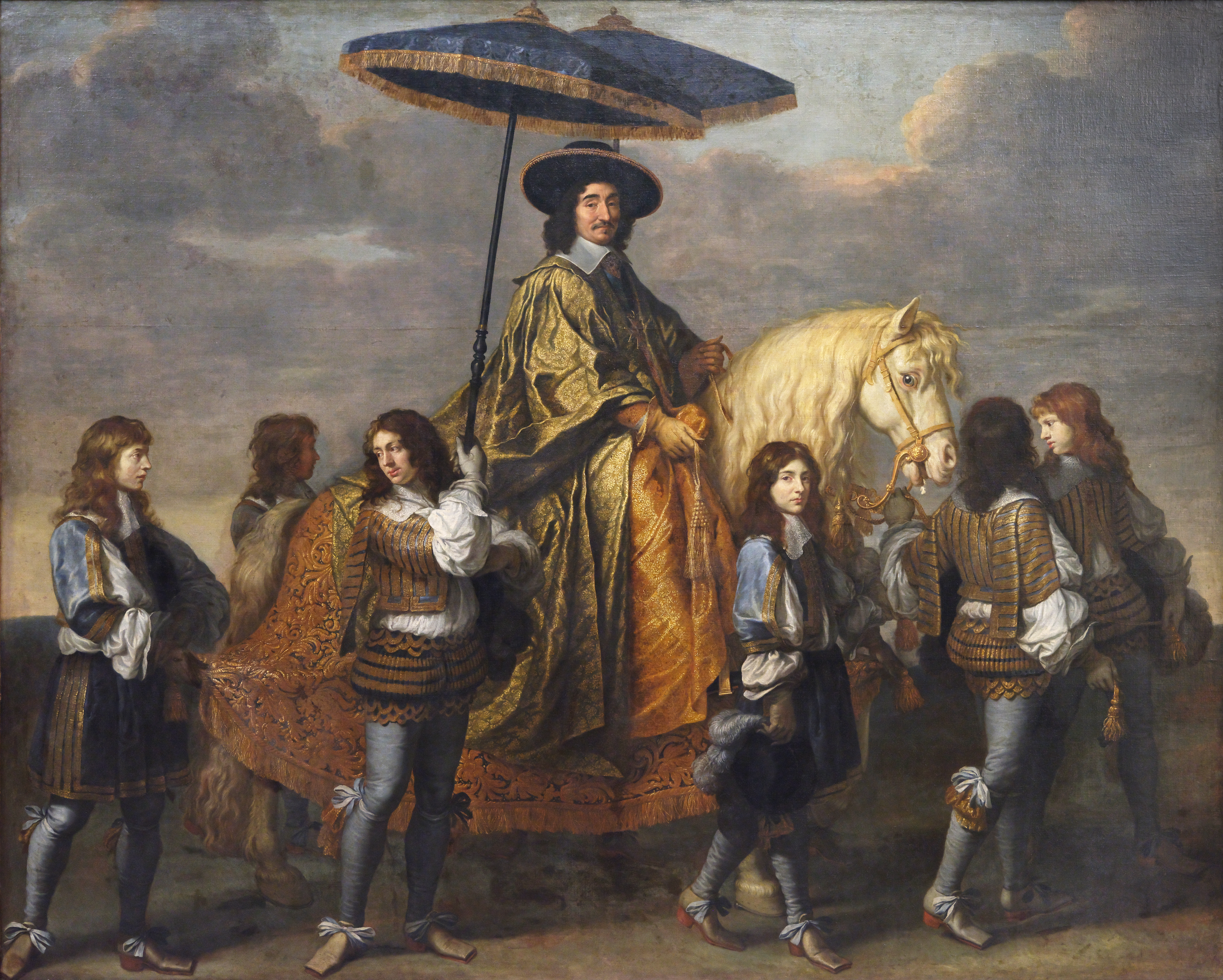
El canciller Séguier, h. 1670, óleo sobre lienzo, 295 × 351 cm, Museo del Louvre, París.

Le Brun promovió, con Colbert, un nuevo desarrollo de las artes industriales. En 1660 había contribuido a la creación de la Manufactura de los Gobelinos (Manufacture des Gobelins). A partir de 1663 actuó también como director de la manufactura. Al principio se dedicaban no sólo a los tapices, sino a todo tipo de mueble requerido para los palacios reales, incluidos espejos y porcelanas. Mandando en las artes industriales a través de los gobelinos, de los que era director, y de todo el mundo artístico a través de la Academia, en la que tuvo diversos cargos, Le Brun infundió su propio carácter en todo lo que se produjo en Francia durante su vida, y fue el creador del Estilo Luis XIV. Imprimió a las tendencias nacionales una dirección que perduró durante los siglos posteriores.
Desde esta fecha, todo lo que se hacía en los palacios reales era dirigido por Le Brun. En 1663, fue nombrado director de la Académie royale de peinture et de sculpture por Colbert, donde estableció las bases del academicismo, siendo el maestro indiscutible y más poderoso del arte francés del siglo XVII. En 1666 se fundó la Academia de Francia en Roma, de la que fue nombrado director.

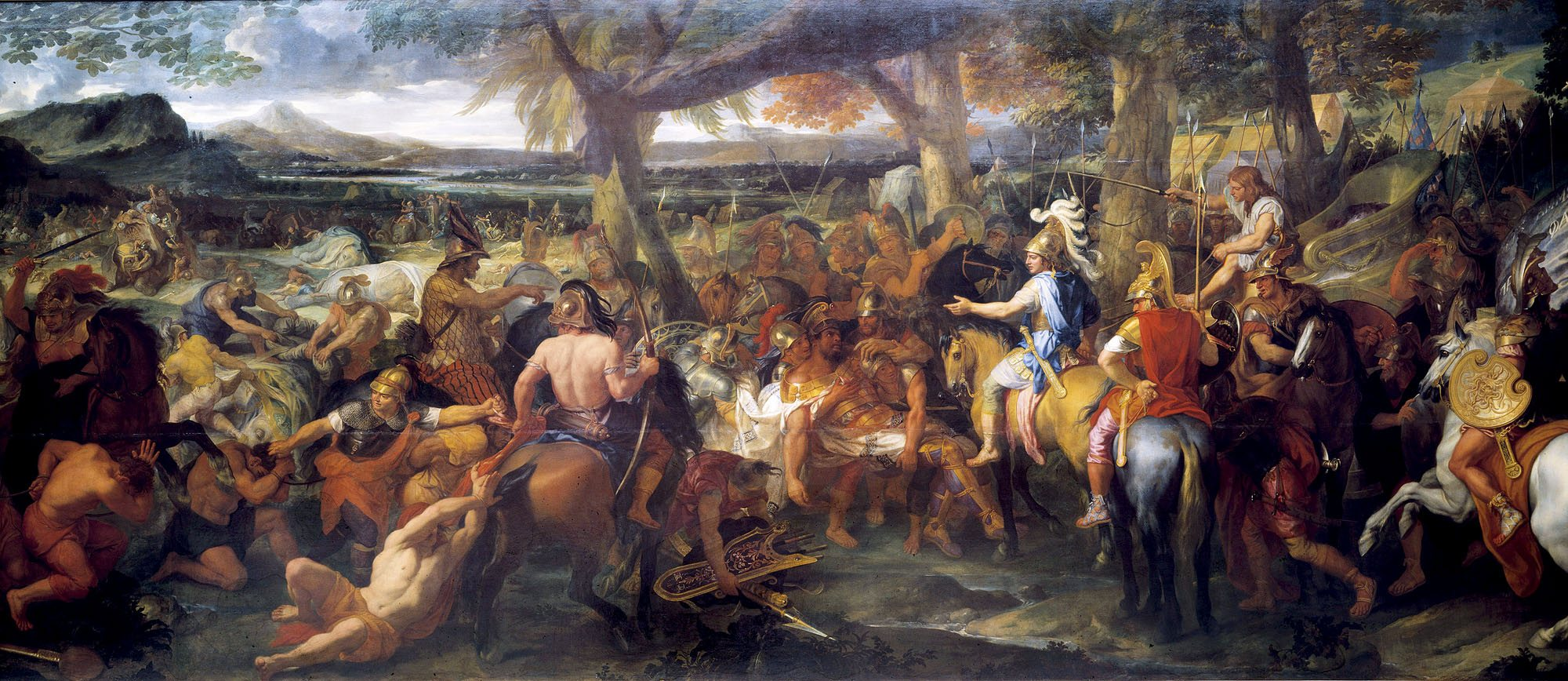
Alejandro y Poros, pintado en 1673.

Las obras de la galería de Apolo en el Louvre se interrumpieron en 1677 cuando Le Brun acompañó al rey a Flandes; a su regreso de Lille pintó varios cuadros en el Château de Saint-Germain-en-Laye. La gran obra de Le Brun fue la decoración interior del Palacio de Versalles, que quedó inacabada a su muerte. Tuvo bajo sus órdenes a decenas de artistas y artesanos. Se reservó las Salas de la Guerra y de la Paz (Salons de la Guerre y de la Paix, 1686), la Escalera de Embajadores y el Gran Salón de los Espejos (Galerie des Glaces), de 1679-84, obra de Le Brun y Jules Hardouin-Mansart). La decoración de Le Brun no es sólo una obra de arte: es el monumento definitivo a un reinado.
A la muerte de Colbert, le sucedió su enemigo François Michel Le Tellier de Louvois, Marqués de Louvois como superintendente en el departamento de obras públicas. Louvais no mostró ningún favor por Le Brun, el favorito de Colbert y, a pesar del continuo apoyo del rey, Le Brun sintió un cambio amargo en su posición. Esto contribuyó a la enfermedad que determinó su muerte en París el 22 de febrero de 1690 en su mansión privada. Fue inhumado en la iglesia de Saint-Nicholas-du-Chardonnet, en París.

## Legado

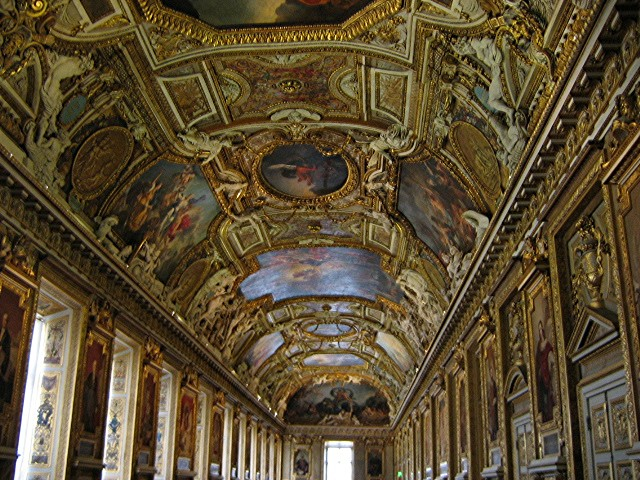
Galería de Apolo, Museo del Louvre.

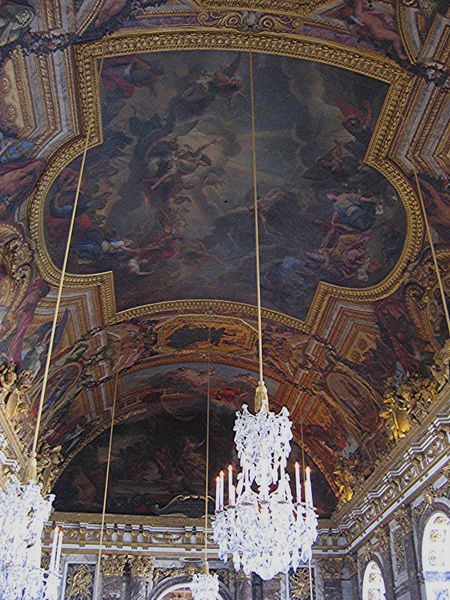
Techo o Plafón de la galería de los Espejos, Versalles.

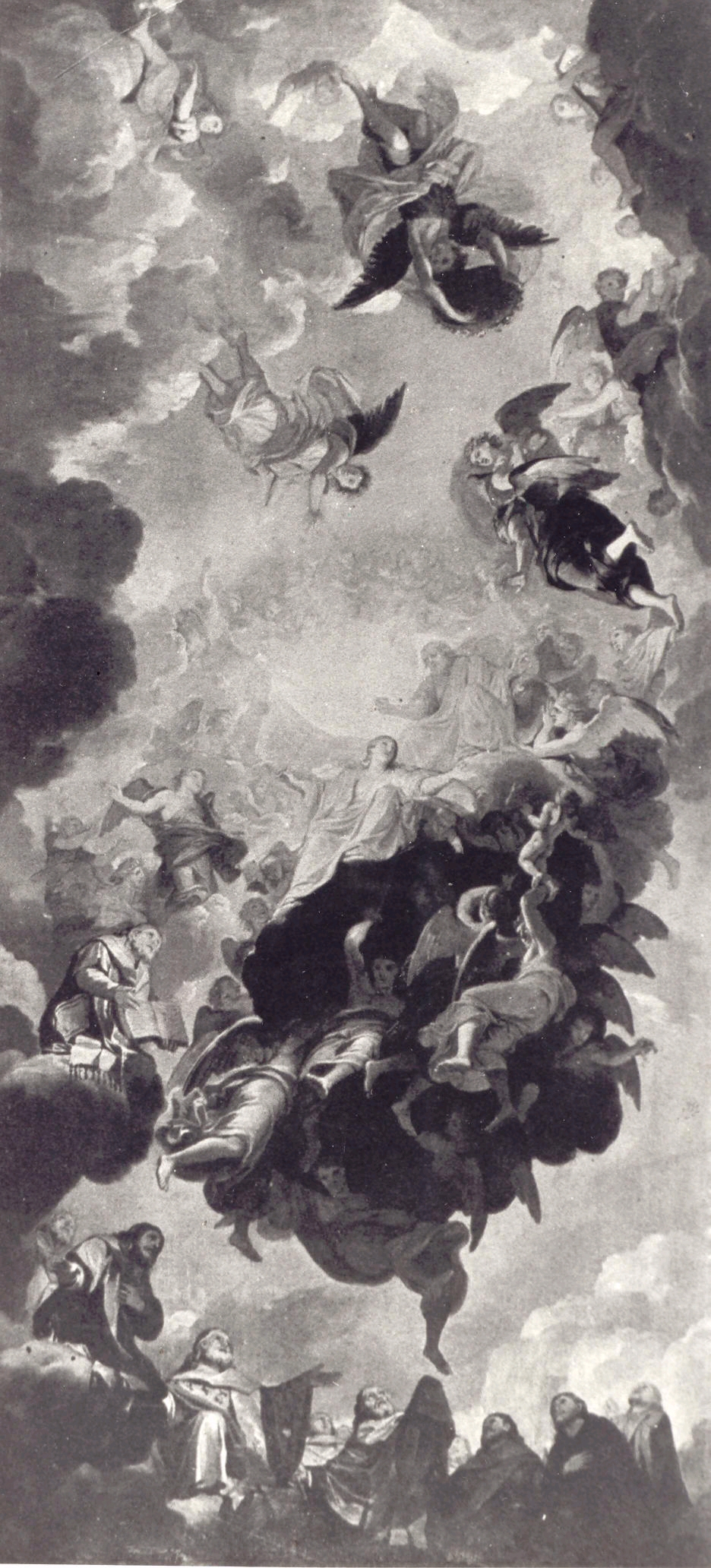
La Asunción de la Virgen.

Charles Le Brun se convirtió en el principal intérprete del fasto y el prestigio político de la Francia de Luis XIV. Por este motivo fue menospreciado por los pintores románticos del siglo XIX y poco conocido por el gran público. Se ha señalado por algunos historiadores que Le Brun fue un déspota que usó su poder para ejercer una tiranía artística sobre el siglo XVII, lo cual es discutido por otros.
Le Brun trabajó principalmente para el rey Luis XIV, para quien hizo grandes retablos y cuadros sobre batallas. Sus pinturas más importantes se encuentran en Versalles (pinturas murales del techo de la Galería de los Espejos) y en el Louvre (decoración del techo de la Galería de Apolo).
Además, destaca su decoración del palacio de Vaux-le-Vicomte: la cámara del rey Le temps enlevant au Ciel la Vérité; y la cúpula del pabellón de la Aurora en el palacio de Sceaux.
El número de obras que hizo para corporaciones religiosas y patrones privados es enorme. Le Brun fue también un buen retratista y un excelente dibujante. Pero no gustaba especialmente ni del retrato ni de la pintura de paisajes, que le parecían meros ejercicios para desarrollar su maestría técnica. Lo que le importaba era una composición estudiada, cuya última finalidad era alimentar el espíritu. La base fundamental en la que el director de la Academia basaba su arte era incuestionablemente hacer que su pintura hablara, a través de una serie de símbolos, ropajes y gestos que le permitían sutilmente añadir a sus composiciones los elementos narrativos que dotaban a sus obras de una hondura particular. Para Le Brun, un cuadro representaba una historia que uno podía leer. Casi todas sus composiciones se han reproducido por celebrados grabadores.
Sus cuadros más destacados son: El sueño del niño Jesús y El canciller Séguier (y su séquito), ambos en el Museo del Louvre, así como los lienzos con la Historia de Alejandro Magno.
En su tratado, publicado póstumamente, Méthode pour apprendre à dessiner les passions (1698) promovió la expresión de las emociones en pintura. Influyó grandemente en la teoría del arte durante los dos siglos siguientes.
Muchos de sus dibujos están en el Louvre y en la colección real de Mónaco.
Entre las decenas de personas que trabajaron a sus órdenes en un momento u otro, cabe destacar: Claude I Audran, Jean-Baptiste de Champaigne, Charles de la Fosse, René-Antoine Houasse, Jean Jouvenet y Hyacinthe Rigaud.
En España se conserva una obra, Cristo muerto llorado por dos ángeles, perteneciente a las colecciones reales de Patrimonio Nacional. Asimismo, en el Museo del Prado se conserva una obra de pequeñas dimensiones de un discípulo del pintor, llamada El Triunfo de César.